# Indosylvirana sreeni
Indosylvirana sreeni es una especie de anfibio anuro de la familia Ranidae.

## Distribución geográfica
Esta especie es endémica de la India. Habita en Kerala y Tamil Nadu entre los 100 y 1500 m sobre el nivel del mar en los Ghats occidentales y orientales.

## Descripción
Los machos miden de 44 a 52.4 mm y las hembras de 64.8 a 80.1 mm.

## Etimología
Esta especie lleva el nombre en honor a K. V. Sreenivasan.

## Publicación original
- Biju, Garg, Mahony, Wijayathilaka, Senevirathne & Meegaskumbura, 2014 : DNA barcoding, phylogeny and systematics of Golden-backed frogs (Hylarana, Ranidae) of the Western Ghats-Sri Lanka biodiversity hotspot, with the description of seven new species. Contributions to Zoology, vol. 83, n.º 4, p. 269–335[4]